# Sam Winnall
Sam Winnall, né le 19 janvier 1991 à Wolverhampton, est un footballeur anglais évoluant comme attaquant.

## Biographie
Le 13 janvier 2017, il rejoint  Sheffield Wednesday.
Le 31 août 2017, il est prêté à Derby County.
L'11 septembre 2020, il rejoint Oxford United.
Le 8 septembre 2022, il rejoint Burton Albion.